# Miodrag Petrović Čkalja
Miodrag Petrović, en serbe cyrillique Миодраг Петровић, mieux connu sous son surnom de Čkalja, en serbe cyrillique Чкаља (né le 1er avril 1924 à Kruševac, royaume des Serbes, Croates et Slovènes - mort le 20 octobre 2003 à Belgrade), était un acteur serbe parmi les plus populaires de la république fédérative socialiste de Yougoslavie.

## Biographie
Miodrag Petrović Čkalja a joué au théâtre, notamment dans des pièces de Branislav Nušić, son auteur favori. En revanche, il a été rendu célèbre par la télévision. À partir de 1959, il a joué dans des séries télévisées comme Ljubav na seoski nacin, Servisna stanica dans les années 1950, Dežurna ulica, Spavajte mirno, Saculatac,  Crni sneg, Ljudi i papagaji dans les années 1960 et, dans les années 1970 et 1980, dans Kamiondžije et Vruć vetar. Il a pris sa retraite à la fin des années 1980.

## Filmographie
- Štiri kilometre na uro
- Ljubezen in moda
- Višnja na Tašmajdanu
- Bog je umrl zaman
- Biciklisti
- Pot okoli sveta
- Sreča v torbi
- Oče po sili
- Tovornjakarja
- Tovornjakarji spet vozijo